# Кастелвекио Пасколи
Кастелвекио Пасколи је насеље у Италији у округу Лука, региону Тоскана.
Према процени из 2011. у насељу је живело 590 становника. Насеље се налази на надморској висини од 264 м.